# El loro pelado
El loro pelado es un cuento infantil de Horacio Quiroga que forma parte de la antología literaria Cuentos de la selva publicada en 1918. Quiroga escribe y recopila varios cuentos infantiles ambientados en la selva, ya que la propia selva forma parte de la vida del autor cuando este viaja junto al poeta argentino Leopoldo Lugones hasta el Alto Paraná, y es allí donde su experiencia vital lo lleva a escribir sobre ese lugar que siempre formará parte de él.

## Argumento
Trata sobre un loro llamado Pedrito el cual después de ser abatido por un cazador, se encariña mucho con los chicos y le gusta ir a tomar el té con leche. Mientras tanto, se escapa de la chacra de sus dueños para ir a volar, y debajo suyo observa el río Paraná. Después se va a posar en la rama de un árbol y ve los ojos de un tigre. El tigre lo ataca y lo deja sin plumas en el lomo y la cola, pero vuelve a la casa de sus dueños y se mira al espejo para revelarse como el loro más feo de todo el monte. Después de esconderse un momento en el agujero de un eucalipto, regresa con nuevas plumas y le cuenta su experiencia al cazador. El loro vuelve a burlarse del tigre y el cazador, que tenía el cañón de la escopeta recostado contra un tronco para hacer bien la puntería, apretó el gatillo, y nueve balines del tamaño de un garbanzo cada uno entraron como un rayo en el corazón del tigre, que lanzando un bramido que hizo temblar el monte entero, cayó muerto. Después de su regreso, Pedrito invita chistosamente a la piel del tigre a tomar té con leche.

## Personajes
- Pedrito: Es un generoso loro verde que se quedó sin plumas tras su encuentro con el tigre. Es el protagonista de la historia.
- El hombre: El protagonista humano de la historia, dueño y mejor amigo de Pedrito, que trabaja como cazador.
- El tigre: Un felino con voz ronca que finge ser sordo y al intentar comerse a Pedrito le saca todas las plumas. Muere a manos del cazador. Es el antagonista del cuento.
- Los hijos del hombre: Niños que son cariñosos con Pedrito, acompañándolo cuando toma té con leche.
- La bandada de loros: Es la antigua bandada en la que vivía Pedrito antes de ser abatido por el cazador.

## Estilo literario
El relato de Horacio Quiroga sigue las características del resto de sus cuentos. Presenta un fuerte regionalismo que vemos no solo en la ambientación física de la historia, ambientada en la selva y el monte, sino que también nombra sitios reales como puede ser Paraguay o el río Paraná. Dentro de este regionalismo también podemos apreciar que el cuento tiene lugar en una hacienda sudamericana típica de la época, con peones al servicio del patrón. Estos lugares parecen tomar vida propia, por un lado la casa del patrón donde el loro vive felizmente y el ambiente es hogareño y agradable, y por otra parte tenemos la selva, oscura y llena de peligros, un peligro protagonizado por el tigre que acecha desde la maleza, que urde un plan malvado para capturar al loro y que presenta una voz grave y oscura.
Cabe mencionar otro rasgo típico de los cuentos de Quiroga, la descripción realista y sin tapujos de un hecho que puede no ser adecuado para los niños, como en "Pero también en ese mismo instante el hombre, que tenía el cañón de la escopeta recostado contra un tronco para hacer bien la puntería, apretó el gatillo, y nueve balines del tamaño de un garbanzo cada uno entraron como un rayo en el corazón del tigre, que lanzando un bramido que hizo temblar el monte entero, cayó muerto".
También son reseñables los elementos propios de un léxico autóctono de la zona, como las palabras choclo, patrón, chacra, papa.

## Moraleja
En esta ocasión la moraleja no aparece plasmada de forma literal, pero sin duda se muestra transparente al final del relato concluyendo que: la confianza y la ingenuidad pueden llevarnos a confiar en los desconocidos que acechan en las sombras, y que solo quieren engañarnos para conseguir sus fines. Al hilo de esta moraleja también podemos acudir a la visión del dicho “la venganza se sirve bien fría” en cuanto a que el loro vuelve acompañado del patrón, un tiempo después, para que ayudado por este logre consumar su venganza.